# Кульпіно (Дмитровський міський округ)
Ку́льпіно (рос. Кульпино) — присілок у складі Дмитровського міського округу Московської області, Росія.

## Населення
Населення — 80 осіб (2010; 73 у 2002).
Національний склад (станом на 2002 рік):
- росіяни — 96 %